# Dann Florek
Ezekial Dann Florek (Flat Rock, 1º maggio 1950) è un attore statunitense, conosciuto per la sua interpretazione del capitano Don Cragen nelle serie televisive Law & Order - I due volti della giustizia e Law & Order - Unità vittime speciali.

## Biografia
Inizia gli studi di matematica e fisica alla Eastern Michigan University ma poi riceve una borsa di studio in recitazione, si trasferisce quindi a New York dove inizia la sua carriera come attore teatrale con la Acting Company della Juilliard School. In seguito si trasferisce a San Diego in California dove prende parte a numerose rappresentazioni messe in scena dalla La Jolla Playhouse.
Negli anni ottanta viene scritturato per ruoli secondari in alcuni film ad alto budget con protagonisti quali Robert De Niro, Michelle Pfeiffer e Jodie Foster. Contemporaneamente inizia a comparire in molte serie televisive e il primo ruolo di una certa rilevanza gli viene affidato nel 1988 in Avvocati a Los Angeles dove interpreta il personaggio di David Meyer.
Prende parte alle prime tre stagioni di Law & Order - I due volti della giustizia nel ruolo del capitano di polizia Donald "Don" Cragen poi viene sostituito dai produttori con S. Epatha Merkerson (tenente Anita van Buren), nel corso della serie il personaggio appare sporadicamente anche in alcuni episodi successivi. Nel 1999 con la creazione dello spin-off Law & Order - Unità vittime speciali gli viene affidato un ruolo primario, sempre nei panni del capitano Cragen, ruolo che ha interpretato per le prime quindici stagioni. Nel 2022 ha ripreso il ruolo in Law & Order: Organized Crime, con protagonista Christopher Meloni. 

## Filmografia

### Cinema
- La fuga di Eddie Macon (Eddie Macon's Run), regia di Jeff Kanew (1983)
- Sweet Liberty - La dolce indipendenza (Sweet Liberty), regia di Alan Alda (1986)
- Angel Heart - Ascensore per l'inferno (Angel Heart), regia di Alan Parker (1987)
- Dentro la grande mela (Five Corners), regia di Tony Bill (1987)
- Intrigo a Hollywood (Sunset), regia di Blake Edwards (1988)
- Il dittatore del Parador in arte Jack (Moon Over Parador), regia di Paul Mazursky (1988)
- Un uomo innocente (An Innocent Man), regia di Peter Yates (1989)
- L'ultimo attacco (Flight of the Intruder), regia di John Milius (1991)
- I Flintstones (The Flintstones), regia di Brian Levant (1994)
- Papà ti aggiusto io! (Getting Even with Dad), regia di Howard Deutch (1994)
- Pioggia infernale (Hard Rain), regia di Mikael Salomon (1998)
- Beautiful Joe, regia di Stephen Metcalfe (2000)
- Focus Room, regia di Matthew D. Panepinto – cortometraggio (2003)
- Copy That, regia di Matthew D. Panepinto – cortometraggio (2006)
- Run Your Mouth, regia di Jason e Josh Diamond – cortometraggio (2011)
- Santorini Blue, regia di Matthew D. Panepinto (2013)
- Crater, regia di Kyle Patrick Alvarez (2023)

### Televisione
- The Country Girl, regia di Gary Halvorson e Michael Montella – film TV (1982)
- Hill Street giorno e notte (Hill Street Blues) – serie TV, episodio 5x12 (1985)
- Braker, regia di Victor Lobl – film TV (1985)
- Un giustiziere a New York (The Equalizer) – serie TV,  episodio 1x19 (1986)
- Alex: The Life of a Child, regia di Robert Markowitz – film TV (1986)
- CBS Summer Playhouse – serie TV, episodio 1x08 (1987)
- Signor presidente (Mr. President) – serie TV, episodio 2x03 (1987)
- Hunter – serie TV, episodio 4x05 (1987)
- Matlock – serie TV, episodio 2x18 (1988)
- I quattro della scuola di polizia (21 Jump Street) – serie TV, episodio 2x18 (1988)
- L.A. Law - Avvocati a Los Angeles (L.A. Law) – serie TV, 22 episodi (1988-1993)
- Beverly Hills Buntz – serie TV, episodio 1x08 (1988)
- American Playhouse - serie TV, episodio 7x12 (1988)
- Quasi adulti (Almost Grown) – serie TV, episodio 1x03 (1988)
- CBS Schoolbreak Special – serie TV, episodio 6x02 (1988)
- The Edge – serie TV, episodio 1x03 (1989)
- Free Spirit – serie TV, episodio 1x02 (1989)
- Agli ordini papà (Major Dad) – serie TV, episodio 1x03 (1989)
- Grand – serie TV, episodio 2x03 (1990)
- Pappa e ciccia (Roseanne) – serie TV, episodi 3x09-9x18-9x19 (1990, 1997)
- Law & Order - I due volti della giustizia (Law & Order) – serie TV, 68 episodi (1990-2004)
- Wings – serie TV, episodio 6x11 (1994)
- Hardball – serie TV, 9 episodi (1994)
- Ellen – serie TV, episodio 2x20 (1995)
- The John Larroquette Show – serie TV, episodio 3x08 (1995)
- The Last Frontier – serie TV, episodio 1x05 (1996)
- Champs – serie TV, episodio 1x12 (1996)
- Nei sogni di Sarah (A Nightmare Come True), regia di Christopher Leitch – film TV (1997)
- Sabrina, vita da strega (Sabrina, the Teenage Witch) – serie TV, episodio 1x19 (1997)
- Total Security – serie TV, episodio 1x03 (1997)
- NYPD - New York Police Department (NYPD Blue) – serie TV, episodio 5x07 (1997)
- Michael Hayes – serie TV, episodio 1x09 (1997)
- Un genio in famiglia (Smart Guy) – serie TV, 6 episodi (1997-1999)
- La guerra privata del Pentagono (The Pentagon Wars), regia di Richard Benjamin – film TV (1998)
- Jarod il camaleonte (The Pretender) – serie TV, episodio 2x17 (1998)
- Dalla Terra alla Luna (From the Earth to the Moon) – miniserie TV, puntate 02-05 (1998)
- The Practice - Professione avvocati (The Practice) – serie TV, episodio 2x27 (1998)
- Little Girl Fly Away, regia di Peter Levin – film TV (1998)
- Omicidio a Manhattan (Exiled: A Law & Order Movie), regia di Jean de Segonzac – film TV (1998)
- The Secret Diary of Desmond Pfeiffer – serie TV, 6 episodi (1998)
- Law & Order - Unità vittime speciali (Law & Order: Special Victims Unit) – serie TV, 332 episodi (1999-2021)
- Strange World – serie TV, episodio 1x13 (2000)
- L.A. Law: The Movie, regia di Michael Schultz – film TV (2002)
- Captain Blackout, regia di Matthew D. Panepinto – film TV (2014)
- Under the Dome – serie TV, episodio 3x13 (2015)
- Disillusioned, regia di Alexander Malt – film TV (2018)
- Law & Order: Organized Crime – serie TV, 4 episodi (2022-2024)

## Doppiatori italiani
Nelle versioni in italiano delle opere in cui ha recitato, Dann Florek è stato doppiato da:
- Gianni Giuliano in Law & Order - I due volti della giustizia, Law & Order - Unità vittime speciali (st. 6-7)
- Franco Zucca in Law & Order - Unità vittime speciali (st. 1-5; 8-16), Law & Order - I due volti della giustizia (ep. 15x11)
- Ambrogio Colombo in Law & Order - Unità vittime speciali (ep. 23x06), Law & Order: Organized Crime
- Paolo Buglioni in Angel Heart - Ascensore per l'inferno
- Giorgio Lopez in Hunter
- Antonio Sanna ne Il dittatore del Parador in arte Jack
- Stefano De Sando in Matlock
- Lucio Saccone in Un uomo innocente
- Mauro Bosco in Pappa e ciccia
- Dario Penne ne I Flintstones
- Oliviero Dinelli in Papà ti aggiusto io!
- Luciano Roffi in Beautiful Joe
- Carlo Reali in NYPD - New York Police Department
- Bruno Alessandro in The Practice - Professione avvocati
- Dario De Grassi in Sabrina, vita da strega
- Nino Prester in Pioggia Infernale
- Sandro Sardone in Dalla terra alla luna (puntata 5)
- Sergio Di Giulio in Jarod il camaleonte
- Luca Biagini in Under The Dome